# Ufa (rzeka)
Ufa (ros. Уфа́, wym. Ufá; baszk. Ҡариҙел) – rzeka w europejskiej części Rosji, prawy dopływ Biełej. Ma długość 918 km, a powierzchnia dorzecza wynosi 53 100 km².
Źródła znajdują się w Uralu Środkowym. W dorzeczu Ufy położone są złoża ropy naftowej, a przy ujściu - miasto Ufa.